# Émile Raguet
Pour l’article homonyme, voir Raguet.
Émile Raguet (né à Braine-le-Comte, le 24 octobre 1854 ; mort à Ōmori (Tokyo), le 3 novembre 1929) est un prêtre et linguiste belge, membre des Missions étrangères de Paris et missionnaire au Japon.

## Biographie
Après avoir terminé ses études secondaires au petit séminaire de Bonne-Espérance à Vellereille-les-Brayeux, Raguet entre au grand séminaire de Tournai où il est ordonné sous-diacre le 26 mai 1877. En septembre de la même année, il est admis au Missions Étrangères de Paris. Progressivement, Émile Raguet continue ses études. Il est ordonné diacre le 21 septembre 1878 et puis ordonné prêtre le 8 mars 1879.
Le 6 avril 1879, la Société des Missions étrangères de Paris l’envoie au Japon, plus précisément dans la baie de Nagasaki. Il est ensuite chargé de missions apostoliques et d'exploration à Fukuoka, Ōita, Miyazaki et, enfin, Kagoshima, où il se fixe en 1896.
À côté de son activité de prêtre, il commence à rédiger, avec l'aide d'un lettré japonais, Tōta Ono, un des premiers dictionnaires français-japonais. Raguet réside à Tokyo de 1901 à 1904 pour superviser l'impression de ce dictionnaire et rentre ensuite à Kagoshima, où il fait édifier une église dédiée à saint François Xavier. Il traduit ensuite plusieurs ouvrages religieux en japonais littéraire, dont une version du Nouveau Testament publiée en 1910.

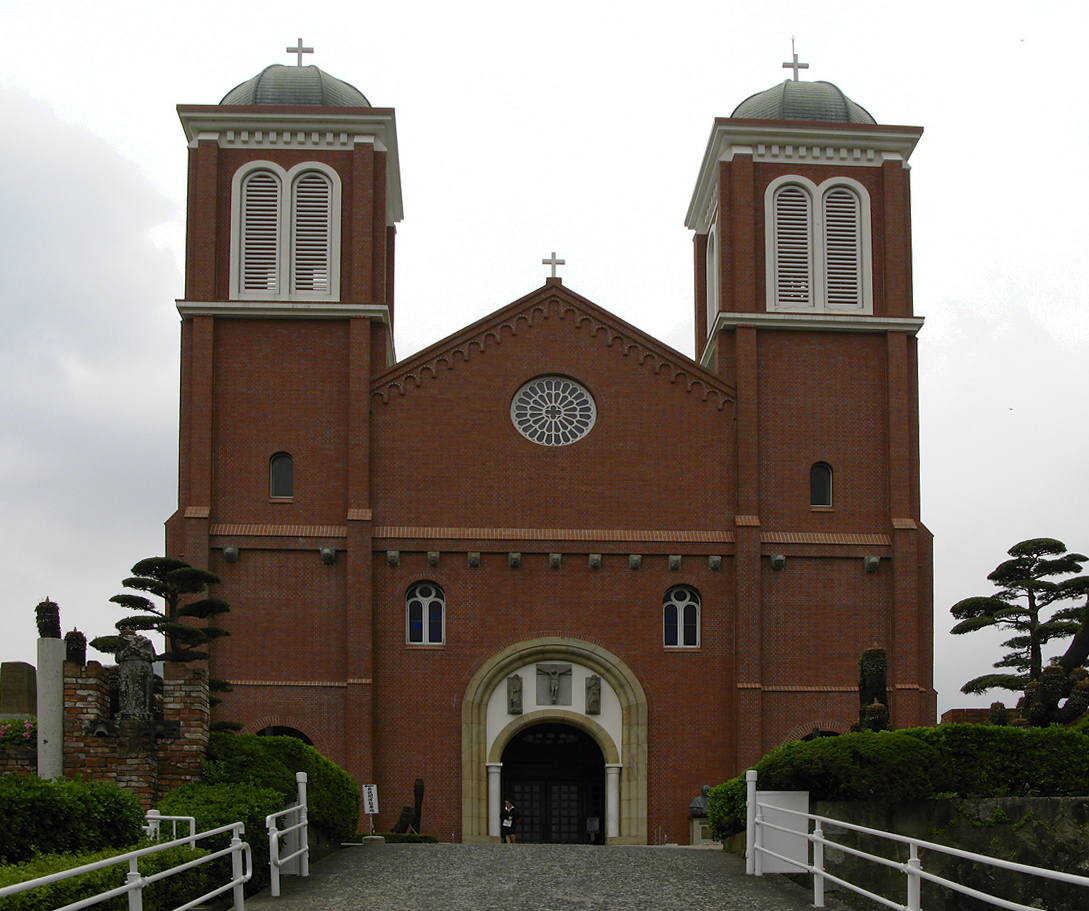
Cathédrale d'Urakami aujourd'hui. Elle remplace celle bâtie en partie par Émile Raguet et qui fut détruite par la bombe atomique le 9 août 1945.

La même année, Émile Raguet est nommé à la tête de l'importante paroisse d'Urakami. Là-bas, il entreprend de terminer l'église commencée depuis une vingtaine d'années. la bénédiction solennelle de cet édifice a lieu le 18 mars 1915 mais elle ne sera véritablement terminée qu'en 1925.
À la fin de sa vie, il continue la révision de ses ouvrages et se retire finalement chez les religieuses japonaises dans la banlieue de Tokyo où il finit ses jours le 3 novembre 1929. Émile Raguet est inhumé dans le cimetière chrétien de Tama-gawa.

## Distinctions
Émile Raguet s'est vu décerner les distinctions suivantes : 
- Chevalier de l'ordre de la Couronne par le roi Albert Ier en 1911 (Belgique)[3];

- Ordre du Soleil Levant 5e classe en 1926 par l'empereur du Japon.[réf. nécessaire]

## Publications
- (fr + ja) Émile Raguet, Abrégé de grammaire japonaise au point de vue de la traduction du français, suivi d’un recueil de phrases usuelles et de proverbes japonais, Tokyo, Sansaisha, 1905, 1re éd., 175 p.
- (fr + ja) Émile Raguet et Tōta Ono, Dictionnaire français-japonais précédé d'un abrégé de grammaire japonaise, Tokyo/Bruxelles, Sansaisha/Société belge de librairie, 1905, 1re éd., 1084 p.
- (fr + ja) Émile Raguet, Petit dictionnaire français-japonais pour la conversation, Tokyo/Bruxelles, Sansaisha/Société belge de librairie, 1905, 1136 p.
- (fr + ja) Émile Raguet et Jean-Marie Martin, Dictionnaire français-japonais : 2e édition entièrement refondue et considérablement augmentée par J. M. Martin, Tokyo, Hakusuisha, 1962, 1465 p.